# بانک ملت
بانک ملت شرکت خدمت‌های مالی و بانکداری ایرانی است که با ۱۳۳۷  شعبه در سراسر ایران فعالیت می‌کند.
این بانک در سال ۱۴۰۱ توسط سازمان مدیریت صنعتی ایران در جایگاه نخست گروه بانک‌ها و بنگاه‌های اعتباری رده‌بندی شده‌است. در سال ۱۳۹۵ نیز جایگاه سومین شرکت برتر ایران را به دست آورد. بانک ملت اکنون با سرمایه ۷۱۰ هزار میلیارد ریال یکی از بزرگ‌ترین بانک‌های ایران است.

## پیشینه
بانک ملت در تاریخ ۳۱ تیر ۱۳۵۹ به موجب مصوّبه مجمع عمومی بانک ها (مورّخ ۲۹ آذر ۱۳۵۸) از ادغام بانک های تهران، داریوش، پارس، بانک بین‌المللی ایران، بانک عمران، بیمه ایران، بانک ایران و عرب، بانک اعتبارات تعاونی و توزیع، بانک تجارت خارجی و بانک فرهنگیان تشکیل شد و با شماره ۳۸۰۷۷ در اداره‌ی ثبت شرکت‌ها به ثبت رسید. سرمایه اوّلیه این بانک در هنگام آغاز به کار معادل ۳۳ میلیارد و ۵۰۰ میلیون ریال عنوان شده است.

این بانک پس از اجرای سیاست‌های اصل ۴۴ قانون اساسی، و تصمیم‌های مجمع همگانی فوق‌العاده بانک‌ها (مورّخ ۱۷ فروردین ۸۷) و تصویب‌نامه هیئت وزیران (شماره ۶۸۹۸۵/ت ۳۷۹۲۵، مورّخ ۲ مرداد ۸۶)؛ به سهامی عام تبدیل شده و متعاقبا ۵ درصد سهام آن در ۳۰ بهمن ماه ۱۳۸۷ در بورس عرضه شد.

## راهبردها
مهم‌ترین راهبردهای بانک ملت که به عنوان یکی از بزرگ‌ترین بانک‌های ایران فعالیت می‌کند، عبارتند از :
- گسترش فناوری داده‌ها و ارتباطات
- مدیریت بستگی مشتریان
- بهبود کیفیت خدمت‌رسانی
- گسترش سرمایه انسانی

- بهبود شاخص‌های کارکردی.

برای دستیابی به این راهبردها، اهداف فردی، بخشی و سازمانی زیر پی گرفته می‌شوند:
- همچون رشد و بهره‌وری بانک
- سوددهی و ارائه خدمات مناسب به مشتریان
- شناخت نیازها، دسته‌بندی مشتریان و فرایندهای مربوط به سود
- آموزش‌های راهبردمحور
- فناوری نوین بانکی

- همسوسازی

## برندینگ و نشان‌واره
بانک ملت پس از خصوصی‌سازی، برندسازی تازه‌ای کرد. دگرگونی لوگوی آن در سال ۱۳۸۷ از آبی و سرمه‌ای به قرمز و نارنجی، رخ داد.

## شعار سازمانی
- بانک ملت، بانک شما. (۱۳۸۵–۱۳۷۵)
- ادب، دقت، سرعت. (۱۳۸۹–۱۳۸۵)
- تغییر را احساس کنیم. (۱۳۹۹–۱۳۸۹)
- بانک ملت تجربه‌ای متمایز. (۱۳۹۹ تا کنون)

## مدیرعامل و هیأت مدیره
- فرشید فرخ‌نژاد (مدیرعامل و عضو هیئت مدیره)
- عباس اشرف‌نژاد (قائم‌مقام مدیرعامل و عضو اجرائی هیئت مدیره)
- مسعود نصر اصفهانی (رئیس هیئت مدیره و عضو غیر اجرائی هیئت مدیره)
- سید کاظم چاوشی (نائب رئیس هیئت مدیره و عضو غیر اجرائی هیئت مدیره)
- سید رضا موسوی (عضو غیراجرائی هیئت مدیره)[۹]

## ترکیب سهامداران
| ردیف | نام سهامدار                                                  | درصد سهام |
| ---- | ------------------------------------------------------------ | --------- |
| ۱    | دولت جمهوری اسلامی ایران                                     | ۱۱٫۱۶     |
| ۲    | سرمایه گذاری‌های استانی ـ عدالت (س. خ) ESC                    | ۱۱٫۱۶     |
| ۳    | صندوق سرمایه گذاری. ا. بازارگردانی ملت BFM                   | ۸٫۵۴      |
| ۴    | شرکت گروه مالی ملت (سهامی عام)                               | ۵٫۷۳      |
| ۵    | صندوق سرمایه گذاری واسطه گری مالی یکم                        | ۵٫۶۷      |
| ۶    | شرکت پتروشیمی فناوران (سهامی عام)                            | ۴٫۴۷      |
| ۷    | صندوق تامین آتیه کارکنان بانک ملت                            | ۲٫۸۵      |
| ۸    | شرکت سرمایه گذاری صبا تامین (سهامی عام)                      | ۲٫۵۹      |
| ۹    | شرکت تعاونی معین آتیه خواهان                                 | ۲٫۲۲      |
| ۱۰   | شرکت سرمایه گذاری استان تهران                                | ۱٫۷۲      |
| ۱۱   | شرکت گروه توسعه مالی مهر آیندگان (سهامی عام)                 | ۱٫۷۱      |
| ۱۲   | شرکت سرمایه گذاری استان خراسان رضوی                          | ۱٫۶۶      |
| ۱۳   | شرکت سرمایه گذاری استان فارس                                 | ۱٫۲۵      |
| ۱۴   | شرکت سرمایه گذاری استان خوزستان                              | ۱٫۲۲      |
| ۱۵   | شرکت شیرین عسل (سهامی خاص)                                   | ۱٫۲۱      |
| ۱۶   | شرکت سرمایه گذاری استان اصفهان                               | ۱٫۱۰      |
| ۱۷   | سایر شرکت‌های سرمایه گذاری استانی (کمتر از یک درصد سهام بانک) | ۱۱٫۴۲     |
| ۱۸   | سایر سهامداران حقوقی (کمتر از یک درصد سهام بانک)             | ۱۳٫۰۶     |
| ۱۹   | سهامداران حقیقی                                              | ۱۱٫۲۵     |
| ۲۰   | جمع                                                          | ۱۰۰ درصد  |

## شفافیت مالی
درخصوص حداقل استانداردهای شفافیت و انتشار عمومی اطلاعات، بانک ملت گزارش شفافیت مالی عملکرد خود را به صورت مستمر در وب سایت اینترنی بانک ملت، برای استفاده عموم در بخش شفافیت مالی منتشر می‌کند.

## منشور اخلاقی
منشور اخلاقی کارکنان بانک ملت در قالب یک کتابچه توسط این بانک در سال ۱۳۸۵ تهیه و چاپ شده‌است. در این کتابچه که با خط نستعلیق نوشته شده به مواردی ازجمله انسجام و یکپارچگی، توجه به منافع مشترک، ادب، دقت، سرعت، رازداری و امانت داری، رفتار در قبال رقبا و … اشاره شده‌است.

## تعداد شعب و جمعیت کارکنان
طبق آمار ۳۱ خرداد ۱۴۰۳، بانک دارای  ۱۳۴۶ شعبه داخلی و خارجی است و تعداد کل کارکنان آن ۲۲ هزار و ۸۱۱ نفر اعلام شده‌.

شعب خارجی بانک عبارت هستند از:
- شعبه آنکارای ترکیه
- شعبه استانبول ترکیه
- شعبه ازمیر ترکیه
- شعبه لندن انگلستان
- شعبه دبی امارات

- شعبه سئول کره جنوبی

بانکهای تابعه عبارتند از:
- ملت ایروان ارمنستان
- Persia International Bank PLC - PIB انگلستان

و
- FEE Bank Malaysia مالزی

همچنین بانک ملت مالک ۳۰/۲۶ درصد سهام بانک تجارتی ایران و اروپا واقع در شهر هامبورگ آلمان نیز هست.

## بدهکاران کلان بانکی
بانک ملت در بخشی از سایت خود فهرست بدهکاران کلان بانکی را منتشر می‌کند.

## افتخارات
- کسب مقام نخست در بین بانک‌های دولتی در طرح ارزیابی عملکرد و تعیین کارایی بانک‌های دولتی در سال ۱۳۸۲
- کسب مقام برتر در سال ۲۰۰۰ و ۲۰۰۲ از سوی موسسه بین المللی The Banker
- تقدیر وزیر وقت امور اقتصادی و دارایی از بانک ملت در سال ۱۳۸۷
- تنها بانک برگزیده در ردیف پنج سازمان برتر در زمینه ارتقاء نظام سلامت اداری و مبارزه با فساد در سال ۱۳۸۹
- کسب رتبه ششم صد شرکت برتر در سال مالی ۱۳۹۲
- کسب عنوان سازمان برتر در حوزه فناوری و مدیریت سلامت اداری کشور در سال ۱۳۹۳
- کسب عنوان کارآفرین برتر در کنفرانس ملی کارآفرینی و تولید ملی در سال ۱۳۹۳
- کسب تقدیرنامه چهار ستاره جایزه ملی تعالی سازمانی در سال ۱۳۹۳
- کسب تندیس زرین برند محبوب در حوزه خدمات بانکی و الکترونیکی در سال‌های ۱۳۹۴ و ۱۳۹۵
- کسب تندیس زرین محبوب‌ترین بانک ایران به انتخاب پنجاه هزار مشتری شبکه بانکی در سال ۱۳۹۵
- کسب تندیس برترین خدمات الکترونیکی به انتخاب پنجاه هزار مشتری شبکه بانکی در سال ۱۳۹۵
- کسب عنوان سومین شرکت برتر ایران در رتبه بندی سازمان مدیریت صنعتی ایران در سال ۱۳۹۵
- کسب عنوان نخست در بین بانک‌ها و موسسات اعتباری در شاخص فروش بر اساس عملکرد مالی سال ۱۴۰۰
- کسب عنوان نخست در رتبه بندی ۵۰۰ شرکت برتر ایران بر اساس رده بندی سازمان مدیریت صنعتی در سال ۱۴۰۱ در گروه بانک‌ها و موسسات اعتباری
- کسب تندیس زرین بانک محبوب ایران به انتخاب یکصد هزار مشتری شبکه بانکی (۱۳۹۶)[۱۸]

## مسئولیت‌های اجتماعی
بانک ملت به حوزه مسئولیت‌های اجتماعی به عنوان یک ضرورت فعالیت‌های این حوزه را با پذیرش کامل و داوطلبانه انجام می‌دهد و در سال‌های اخیر سعی کرده که فعالیت‌های خود را از تمرکز صرف بر امور خیریه و بشردوستانه خارج و به سایر حوزه‌های مورد نیاز جامعه تسری دهد. استخراج حوزه‌های ۸ گانه فعالیت‌های مسئولیت اجتماعی، گزارش شفاف فعالیت‌های انجام شده، تبعیت از استانداردهای جهانی در این زمینه و تلاش در راستای ارتقاء کمی و کیفی فعالیت‌های مسئولیت‌های اجتماعی ازجمله نگرش‌های این بانک عنوان شده‌است.

### بیانیهٔ خط مشی
بانک ملت در بیانیهٔ خط مشی اعلام کرده که به‌عنوان یک شهروند سازمانی به نقش‌آفرینی خود در عرصه‌های اقتصادی، اجتماعی و زیست‌محیطی واقف است از اینرو علاوه بر متعهد بودن به رعایت الزامات قانونی و مبانی اخلاقی کسب‌وکار؛ بر آن است تا فعالانه مسئولیت‌های لازم و مرتبط با اقدامات خود را بر عهده گیرد. این بانک مدهی است که تلاش دارد تا مسئولیت اجتماعی به‌عنوان یک باور و فرهنگ در بانک نهادینه شده و در فعالیت‌های روزمره کارکنان تجلی یابد.
رویکرد بانک ملت به مسئولیت اجتماعی در گستره زمانی میان‌مدت و بلندمدت و با تکیه‌بر کسب اهداف عالی اجتماعی قرار دارد علاوه بر این به مشارکت در فعالیت‌های خیریه و واکنش‌های به‌موقع در برابر تقاضاهای محیطی توجه خواهد شد. تمامی فعالیت‌های بانک در حوزه مسئولیت اجتماعی در راستای علائق ذینفعان اصلی تنظیم می‌شوند و طیف گسترده‌ای از مسئولیت‌های اقتصادی، قانونی، اخلاقی و انسان‌دوستانه را شامل می‌شوند.
در انتخاب برنامه‌ها و فعالیت‌های مسئولیت اجتماعی، فعالیت‌هایی در اولویت قرار می‌گیرند که هم‌زمان منافع بانک و جامعه را دربرداشته باشند و منجر به خلق ارزش مشترک برای طرفین گردد. این فعالیت‌ها عمدتاً هم‌راستا با کسب‌وکار تخصصی بانک یعنی خدمات مالی قرار دارند. خط‌مشی کلی بانک ملت تمرکز بر حوزه‌های چندگانه زیر خواهد بود:
1. فعالیت‌های خیرخواهانه و بشردوستانه
2. ایفای مسئولیت اجتماعی در قبال کارکنان
3. مدیریت مصرف منابع و انرژی
4. تأمین مالی و سرمایه هدفمند
5. حفظ محیط زیست
6. مشارکت کارکنان و مشتریان
7. فرهنگ‌سازی

۸. ارتباطات برون سازمانی
بانک ملت متعهد است با ارزیابی مستمر فعالیت‌های خود در حوزه مسئولیت‌های اجتماعی و گزارش‌گیری پیشرفت این فعالیت‌ها در چارچوب گزارش پایداری GRI به‌صورت سالانه ضمن برنامه‌ریزی فعالیت‌های آتی گزارش‌دهی اقدامات و نتایج به ذینفعان را به انجام رساند.
اهم فعالیت‌های بانک ملت در حوزه مسئولیت‌های اجتماعی:
-       ساخت بیش از ۸۳ مدرسه در مناطق کمتر برخوردار
-       تهیه و توزیع بیش از ۳۰ هزار بسته نوشت افزار در بین دانش آموزان نیازمند
-       اهدای بیش از ۴۰ هزار جلد کتاب جهت تجهیز کتابخانه‌های کشور
-       احداث بیش از ۱۵ خانه بهداشت در مناطق کمتر برخوردار
-       کمک رسانی فوری به هموطنان آسیب دیده از بلایای طبیعی (سیل، زلزله و …)

## خدمات
| سپرده‌ها و خدمات ریالی | تسهیلات ریالی | سپرده‌ها و خدمات ارزی                                   | تسهیلات ارزی |
| --- | --- | ------------------------------------------------------ | --- |
| - قرض الحسنه پس‌انداز - قرض الحسنه ویژه جاری الکترونیک ملت (جام) - صدور دسته چک در تمام شعب - سرمایه‌گذاری - اوج ملت - مهر ماندگار - احسان ملت - خدمات ویژه مشتریان مهان - خدمات پرداخت ویژه - محاسبه سود سپرده‌ها - محاسبه شناسه حساب بانکی ایران (شبا) - صندوق امانات | - قرض الحسنه - جعاله - فروش اقساطی - مضاربه - مشارکت مدنی - اجاره به شرط تملیک - خدمات بانکی ویژه بازار سرمایه - تسهیلات ویژه مددجویان بدهکار - تسهیلات ویژه متخصصان - کارت اعتباری پرنیان (ویژه بانوان) - قراردادهای تسهیلات بانکی | - قرض الحسنه - جاری - حواله‌های ارزی - سوئیفت - نرخ ارز | - ضمانت نامه - صندوق توسعه ملی - ذخیره ارزی - فاینانس - ریفاینانس - تسهیلات کوتاه مدت بانک ECO - تسهیلات میان مدت بانک ECO - تسهیلات ارزی برای تأمین سرمایه در گردش - تسهیلات صادراتی در قالب اعتبار خریدار - تسهیلات ارزی بانک‌های توسعه ای - تسهیلات ارزی از محل منابع داخلی بانک - تسهیلات ارزی صادراتی میان مدت - تسهیلات ارزی صادراتی کوتاه مدت - تنزیل اسناد اعتبارات اسنادی مدت دار صادراتی - تنزیل اسناد (خرید دین) - اعتبارات اسنادی |

### کارت‌های بانکی

#### کارت‌های بانکی در بانک ملت شامل موارد زیر است:
- ملت کارت
- بن کارت ملت
- هدیه کارت ملت
- کارت اعتباری ملت
- مجازی کارت ملت
- ملت کارت خانواده

#### سامانه‌ها
- سامانه همراه بانک ملت

پلتفرم مگابانک
- پیشخوان الکترونیک ملت
- فرابانک (تسهیلات غیر حضوری و غیر قضاوتی)
- سامانه  مباشر ملت
- سامانه یکپارچه مدیریت حسابهای بانکی (محب)

## شرکت‌های تابعه
هلدینگ بهساز مشارکت‌های ملت، صرافی ملت، توسعه بازاریابی و فروش ماد، ساختمانی بانک ملت، تدبیر ملت، چاپ بانک ملت، راهبری صنایع بهساز، طرح و اندیشه بهساز ملت، واسپاری ملت، جهان بهساز مفرح، هلدینگ گروه مالی ملت، بیمه ما، کارگزاری بانک ملت، تامین سرمایه بانک ملت، سرمایه گذاری توسعه معین ملت، هلدینگ فن آوران هوشمند بهسازان فردا، بهسازان ملت، به پرداخت ملت، مهندسی سیستم یاس ارغوانی، مهندسی صنایع یاس ارغوانی، مهندسی نرم‌افزار شقایق، زیر ساخت امن تراکنشی، هلدینگ آتیه خواهان، مه بانگ، خدمات بیمه ای آتیه نگر ما، همیار تامین آتیه، نیرو تامین آتیه خواهان، تجارت بین المللی آتیه، معین گردشگری ملت، تاکسیرانی آتیه تاکسی تابان، مشاوره مدیریت IT آوین
- بانکداری ایران
- شرکت فرهنگی ورزشی پرسپولیس